# Chitty Chitty Death Bang
Chitty Chitty Death Bang is de derde aflevering van de Amerikaanse animatieserie Family Guy. Deze aflevering werd aldaar voor het eerst uitgezonden op 18 april 1999.

## Verhaal
Lois heeft het eerste verjaardagspartijtje van Stewie georganiseerd op het familie-entertainmentcentrum "Cheesie Charlie's". Zij stuurt Peter er samen met Chris op uit om te controleren of de borgsom binnen is. Echter weet Peter het zo te spelen dat het feestje wordt gecancelled. Hij realiseert zich dat Lois overstuur zal zijn en doet net alsof Cheesie Charlie's een slecht bedrijf is. Lois gelooft zijn verhaal niet, maar besluit Peter te vertrouwen nadat hij zegt dat hij thuis al een partijtje heeft gepland.
Meg, die moeite heeft om vrienden te maken, raakt bevriend met een meisje genaamd Jennifer. Ze wordt door haar uitgenodigd voor een feestje, maar Lois geeft haar geen toestemming omdat dat feestje op dezelfde dag plaatsvindt als het verjaardagspartijtje van Stewie.
Ondertussen vat Stewie de betekenis van zijn verjaardag verkeerd op en gaat ervan uit dat de mysterieuze "man in het wit", die hem bij zijn geboorte gehaald heeft, terugkomt om hem terug in de baarmoeder te plaatsen. Stewie besluit af te reizen naar Nicaragua om huurlingen in te huren die hem moeten helpen terug te vechten tegen de man in het wit. Hij haalt de luchthaven wel, maar komt niet verder dan de douane.
Het lukt Peter niet om een nieuw partijtje te verzorgen, maar weet een circusoptocht naar hun achtertuin te leiden. Peter onthult dat hij Meg toestemming gaf om naar het feestje van haar nieuwe vriendin te gaan. Lois is hierdoor erg teleurgesteld en daarom besluit Peter om haar op te gaan halen, niet bewust van het feit dat Meg zich op een sekte bijeenkomst bevindt waarvan de leden massaal zelfmoord zullen plegen door het drinken van vergiftigde punch. Het lukt de sekteleider bijna om Meg de vergiftigde punch te laten drinken, maar Peter weet dit te verhinderen. Jennifer en de rest van de sekteleden drinken de punch echter wel en sterven onmiddellijk. De sekteleider ziet Meg ervandoor gaan, trekt zijn witte gewaad aan en volgt ze naar huis. Daar sluipt hij naar binnen. Stewie ziet hem echter aan voor de man in het wit en vermoordt hem. 
De aflevering eindigt met Stewie die een wens mag doen bij het uitblazen van zijn verjaardagskaars. Hij denkt in de eerste plaats aan het laten vallen van bommen, maar verandert van gedachten en wensen dat iedereen danst in disco-outfits.

## Opmerkingen
- Wanneer Stewie in zijn dagboek schrijft, is hij is zijn gewone kleren. Een moment later heeft hij zijn pyjama aan.
- De scène waarin Cheesie Charlies manager "Heil Hitler!" roept in Peters flashbackscène is geschrapt in de Amerikaanse aflevering.
- De scène waarin Meg haar vriendinnetje Jennifer introduceert aan haar moeder is geschrapt.
- Peters "No Fat Chicks" T-shirt verwijst naar de aflevering Marge on the Lam van The Simpsons waarin Homer hetzelfde T-shirt draagt.